# A Gossip Girl – A pletykafészek epizódjainak listája
Ez a szócikk az amerikai CW televíziós csatorna Gossip Girl – A pletykafészek című sorozatának epizódlistáját ismerteti.

## Áttekintés
| Évad | Évad | Epizódok | Eredeti sugárzás     | Eredeti sugárzás   | Magyar sugárzás    | Magyar sugárzás   |
| Évad | Évad | Epizódok | Évadpremier          | Évadfinálé         | Évadpremier        | Évadfinálé        |
| ---- | ---- | -------- | -------------------- | ------------------ | ------------------ | ----------------- |
|      | 1    | 18       | 2007. szeptember 19. | 2008. május 19.    | 2008. október 26.  | 2009. április 19. |
|      | 2    | 25       | 2008. szeptember 1.  | 2009. május 18.    | 2011. február 6.   | 2011. július 31.  |
|      | 3    | 22       | 2009. szeptember 14. | 2010. május 10.    | 2011. augusztus 7. | 2012. január 15.  |
|      | 4    | 22       | 2010. szeptember 13. | 2011. május 16.    | 2013. május 27.    | 2013. június 25.  |
|      | 5    | 24       | 2011. szeptember 26. | 2012. május 14.    | 2015. március 11.  | 2015. április 13. |
|      | 6    | 10       | 2012. október 8.     | 2012. december 17. | 2021. október 26.  | 2021. október 26. |

## Első évad (2007–2008)
| Sor. | Év. | Cím                                                       | Rendező            | Író                                                                               | Premier                                 |
| --- | --- | --------------------------------------------------------- | ------------------ | --------------------------------------------------------------------------------- | --------------------------------------- |
| 1. | 1.  | Újra otthon (Pilot)                                       | Mark Piznarski     | Forgatókönyv: Josh Schwartz & Stephanie Savage                                    | 2007. szeptember 19. 2008. október 26.  |
| Nagy az izgalom az elegáns magániskola diákjai között: az osztály egyik legnépszerűbb tagja, Serena van der Woodsen visszatért az internátusból, ahova tavaly év végén hirtelen eltávozott. Megindulnak a találgatások: vajon mi az oka Serena visszatérésének? Blair, Serena legjobb barátnője mindaddig örül barátnője felbukkanásának, amíg szerelme, Nate be nem vallja neki: megcsalta Serenával a lány elutazása előtt. Közben Serena megismerkedik új osztálytársukkal, Dannel és családjával. |     |                                                           |                    |                                                                                   |                                         |
| 2. | 2.  | Villásreggeli (The Wild Brunch)                           | Mark Piznarski     | Josh Schwartz & Stephanie Savage                                                  | 2007. szeptember 26. 2008. december 28. |
| Chuck apja, Bart Bass évenkénti villásreggelis fogadását tartja a Palace Hotelban. Serena közbenjárására Dan is megjelenik a fogadáson, ahol összeverekszik Chuckkal. Blair rájön, hogy a kis Jenny barátsága még hasznot hajthat neki. Serena meglátogatja Blairt, hogy magyarázatot kérjen a viselkedésére, de meglepő hírt tud meg tőle. |     |                                                           |                    |                                                                                   |                                         |
| 3. | 3.  | Mérgező borostyán (Poison Ivy)                            | J. Miller Tobin    | Felicia D. Henderson                                                              | 2007. október 3. 2009. január 4.        |
| A Borostyánhéten az iskola tanulói igyekeznek azon egyetemek képviselői kíséretét biztosítani, ahová felvételizni szeretnének. Dan keserűen tapasztalja, hogy a vágyott helyet Nate kapta meg. A Blair és Serena közti elkeseredett harc egyre durvább lesz. Eric oldani próbálja a Lily és Serena közötti feszült viszonyt, de Lily nem tud mit kezdeni lánya vádjaival. Blair különös bejelentést tesz a Borostyánhét záróünnepélyén.                                                               |     |                                                           |                    |                                                                                   |                                         |
| 4. | 4.  | Van egy rossz hírem (Bad News Blair)                      | Patrick Norris     | Joshua Safran                                                                     | 2007. október 10. 2009. január 11.      |
| Miután Blair és Serena kibékült, együtt töltenek egy napot, hogy megerősítsék barátságukat. Blair, Serena unszolására, belemegy, hogy anyja új ruhakollekciójának arca legyen. Chuck figyelmeztetése ellenére Nate elmegy kártyázni egy régi, zűrös életű osztálytársukkal. Dan és Serena megpróbálják összehozni elmaradt randijukat. A fotózáson Blairt nagy meglepetés éri. |     |                                                           |                    |                                                                                   |                                         |
| 5. | 5.  | Meri vagy nem meri? (Dare Devil)                          | Jamie Babbit       | Lenn K. Rosenfeld                                                                 | 2007. október 17. 2009. január 18.      |
| Az első hivatalos randijukon Dan megpróbálja lenyűgözni Serenát csakhogy a terve megbukik, és nem érti, Serena miért boldogabb egy üveg sörrel, mint a pezsgővel. Jenny hivatalos Blair híres pizsipartijára, ahol elszabadul a pokol, miután a lányok elkezdik a "Meri vagy nem meri?" játékot. Lily észreveszi, hogy Eric eltűnt a központból, így Rufus segítségét kéri a keresésben. |     |                                                           |                    |                                                                                   |                                         |
| 6. | 6.  | A jelmezbál (The Handmaiden's Tale)                       | Norman Buckley     | Jessica Queller                                                                   | 2007. október 24. 2009. január 25.      |
| Jenny mindenféle apróbb szolgálatot megtesz Blairnek abban a reményben, hogy meghívást kap egy fontos jelmezbálba. Serena Dant akarja elhívni a bálba, de végül mással megy el. Felbukkan Dan volt barátnője, Vanessa, és ez némileg összezavarja a fiút. Lily elviszi Rufust Eleanor Waldorf partijára. Nate a bálon megvallja Serenának, hogy még mindig szereti. Azonban szavait véletlenül Jennynek intézi.                                                                                       |     |                                                           |                    |                                                                                   |                                         |
| 7. | 7.  | Ellentétek vonzásában (Victor, Victrola)                  | Tony Wharmby       | K.J. Steinberg                                                                    | 2007. november 7. 2009. február 1.      |
| Dan és Serena egyre közelebb kerülnek egymáshoz, de együttlétüknek több akadálya is van. Vanessa bátorítására Jenny elmondja Blairnek, hogy Nate szerelmet vallott neki, mert azt hitte, ő Serena. Chuck egy bár megvételének ötletével áll apja elé, aki nem igazán díjazza a dolgot. Chuck erre elárulja Lilynek, hogy apját előző nap egy csinos, fiatal nővel látta együtt. |     |                                                           |                    |                                                                                   |                                         |
| 8. | 8.  | Tizenhét gyertya (Seventeen Candles)                      | Lee Shallat-Chemel | Forgatókönyv: Joshua Safran & Felicia D. Henderson Történet: Felicia D. Henderson | 2007. november 14. 2009. február 8.     |
| Serena és Dan kapcsolatát beárnyékolja Vanessa állandó jelenléte. Jenny hazaviszi anyját a Humphrey-házba, hogy Rufus és Alison végre tisztázzák, akarnak-e még valamit egymástól. Blair legnagyobb vágya, hogy ismét összejöjjön Nate-tel, úgy tűnik, teljesül. Chuck azonban nem adja fel az ostromot. |     |                                                           |                    |                                                                                   |                                         |
| 9. | 9.  | Süti vagy bünti (Blair Waldorf Must Pie!)                 | Mark Piznarski     | Forgatókönyv: Jessica Queller & K.J. Steinberg Történet: Lenn K. Rosenfeld        | 2007. november 28. 2009. február 15.    |
| Az idei Hálaadás meglehetősen különbözik a tavalyitól, mindenkinek nagyot fordult azóta az élete. Serena elmondja Blairnek, hogy tud a Chuckkal zajló viszonyáról. Dan meghívja az egész Van de Woodsen-családot a saját Hálaadás-napi vacsorájukra, amely kínos következményekkel jár, mivel Alison és Lily ismét találkoznak. |     |                                                           |                    |                                                                                   |                                         |
| 10. | 10. | Társasági hirek (Hi, Society)                             | Patrick Norris     | Joshua Safran                                                                     | 2007. december 5. 2009. február 22.     |
| Mindenki nagyon izgatott a jótékonysági bál miatt, amelyen bemutatkoznak a fiatal lányok. Serena, bár nem akart részt venni a sznob eseményen, beteg nagyanyja kérésére mégis elmegy - már csak az a kérdés, ki legyen a kísérője. Chuck és Blair csúnyán összeveszik, és amikor úgy tűnik, Blair és Nate újra összejön, Chuck külföldre utazik. |     |                                                           |                    |                                                                                   |                                         |
| 11. | 11. | Római vakáció (Roman Holiday)                             | Michael Fields     | Jessica Queller                                                                   | 2007. december 19. 2009. március 1.     |
| Blair nagyon megdöbben, amikor apja a karácsonyi ünnepekre a szerelmével, Roman-nal állít be. Lily és Bart összefut Alison-nal és Rufus-szal a karácsonyi vásáron. Dan és Serena egymással versengve ajándékot vadásznak egymásnak, de ebbe Vanessának is lesz némi beleszólása. A karácsony több meglepetést is okoz mind a Humphrey, mind a Van de Woodsen-családban. |     |                                                           |                    |                                                                                   |                                         |
| 12. | 12. | Balul sült buli (School Lies)                             | Tony Wharmby       | Lenn K. Rosenfeld                                                                 | 2008. január 2. 2009. március 8.        |
| Egy titokban megszervezett medencés bulin az iskola területén egy diák majdnem vízbe fullad. Az új igazgatónő egyesével hallgatja ki a diákokat, és Dan attól fél, hogy veszélybe kerül az ösztöndíja. Vanessa dokumentum-videója komoly bajba sodorhatja Blairt. Lily és Rufus merész elhatározásra jut. |     |                                                           |                    |                                                                                   |                                         |
| 13. | 13. | Terhességi teszt (The Thin Line Between Chuck and Nate)   | Norman Buckley     | Felicia D. Henderson                                                              | 2008. január 9. 2009. március 15.       |
| Egy pletyka folytán mindenki azt hiszi, hogy Serena terhes. Dan úgy dönt, kiáll barátnője mellett, és a helyzetből adódva kénytelen szembenézni a lány iránt táplált érzelmeivel. Jenny egyre inkább bekerül az áhított baráti társaságba, de ennek nagy ára van. Serena elárulja Dannek, hogy Blair és Chuck összejött, de Jenny kihallgatja a beszélgetést. |     |                                                           |                    |                                                                                   |                                         |
| 14. | 14. | Szülinapi meglepetés (The Blair Bitch Project)            | J. Miller Tobin    | K.J. Steinberg                                                                    | 2008. április 21. 2009. március 22.     |
| A tavaszi szünet letelte után Blair még mindig attól tart, hogy a Chuck-féle botránynak még nincs vége. Lily és Bart közelgő esküvőjének nem mindenki örül tiszta szívből. Nate figyelmezteti Jennyt, hogy legyen óvatos új barátaival. Jenny valami különlegeset tervezett a születésnapjára, de ebbe Blairnek is van beleszólása. |     |                                                           |                    |                                                                                   |                                         |
| 15. | 15. | Kétségbeesve keresem Serenát (Desperately Seeking Serena) | Michael Fields     | Felicia D. Henderson                                                              | 2008. április 28. 2009. március 29.     |
| Felbukkan Serena egykori barátnője, a bajkeverő Georgina, és hadjáratot indít a "régi" Serena visszaszerzéséért. Blair mindent megtesz, hogy a Yale-re pályázó Nelly Yukit tönkretegye. Nate és Vanessa a kezdeti idegenkedés után hamar közel kerül egymáshoz. Chuck megpróbálja fedezni Serena kilengéseit, de Dan féltékeny lesz rá. |     |                                                           |                    |                                                                                   |                                         |
| 16. | 16. | Mindent öcsémről (All About My Brother)                   | Janice Cooke       | Paul Sciarrotta                                                                   | 2008. május 5. 2009. április 5.         |
| Jenny úgy érzi, kapcsolata egyre szorosabb Asherrel: a fiú partijának ő lesz a háziasszonya. Már csak Rufust kell kijátszania, hogy kiszabaduljon a szobafogságból. Georgina egyre inkább beférkőzik Dan és Vanessa kegyeibe. Eric figyelmezteti Jennyt, hogy ne bízzon Asherben. Serena azt hiszi, végre megszabadult Georginától, amikor csomag érkezik a nevére. |     |                                                           |                    |                                                                                   |                                         |
| 17. | 17. | Serena titka (Woman on the Verge)                         | Tony Wharmby       | Joshua Safran                                                                     | 2008. május 12. 2009. április 12.       |
| Georgina kitartóan tovább üldözi Serenát. Lilyt lefoglalják az esküvő előkészületei, és nem tud odafigyelni Serena gondjaira. Serena elmondja régóta őrzött titkát Blairnek, Nate-nek és Chucknak, akik elhatározzák, hogy egyszer s mindenkorra leszámolnak Georginával. |     |                                                           |                    |                                                                                   |                                         |
| 18. | 18. | Sok hűhó Georgie-ért (Much 'I Do' About Nothing)          | Norman Buckley     | Josh Schwartz & Stephanie Savage                                                  | 2008. május 19. 2009. április 19.       |
| Úgy tűnik, végre rendeződik a Kapitány és Nate kapcsolata. Serena rádöbben, hogy Georgina mesterkedései folytán elveszítheti Dant. Blair - Dan segítségével - visszajuttatja Georginát a szüleihez. Lily, bár a Rufusszal töltött éjszaka megingatta, mégis úgy dönt, megesküszik Barttal. Chuck az apja esküvőjén rádöbben, mit is érez valóban Blair iránt. |     |                                                           |                    |                                                                                   |                                         |

## Második évad (2008–2009)
| Sor. | Év. | Cím                                                                 | Rendező             | Író                                   | Premier                                |
| --- | --- | ------------------------------------------------------------------- | ------------------- | ------------------------------------- | -------------------------------------- |
| 19. | 1.  | Kis nyári szerelem (Summer, Kind of Wonderful)                      | J. Miller Tobin     | Joshua Safran                         | 2008. szeptember 1. 2011. február 6.   |
| A nyár mindenkinek máshogy telik. Nate egy idősebb, férjes asszonnyal folytat szenvedélyes viszonyt. Chuck egy brazil hármas-ikerpárral szórakozik, de közben már nagyon várja, hogy Blair hazaérkezzen Franciaországból. Azonban mikor ez bekövetkezik, kellemetlen meglepetés éri. Serena falaz Nate-nek azzal, hogy elhíresztelik: újra együtt vannak, miközben megpróbálja elfelejteni Dan-t. Közben Dan és Jenny gyakornoki munkája nem úgy sikerül, ahogy szeretnék. |     |                                                                     |                     |                                       |                                        |
| 20. | 2.  | A hercig herceg (Never Been Marcused)                               | Michael Fields      | Stephanie Savage                      | 2008. szeptember 8. 2011. február 13.  |
| Blair mindent megtesz, hogy megismerkedhessen újdonsült udvarlója, Lord Marcus Beaton családjával. Nate kapcsolata Catherine-nel egyre bonyolódik. Az Archibald család súlyos anyagi gondokkal nézhet szembe a családfő szökése miatt. Dan és Serena úgy érzik, idő kell számukra, míg tisztázzák egymás iránti érzelmeiket. Blair évadnyitó partiján több váratlan dolog is történik. |     |                                                                     |                     |                                       |                                        |
| 21. | 3.  | Sötét az éjszaka (The Dark Night)                                   | Janice Cooke        | John Stephens                         | 2008. szeptember 15. 2011. február 20. |
| Blair úgy gondoljai, Marcus-szal való kapcsolatából hiányzik a szenvedély. Nate csapdában érzi magát: Catherine egyre több időt követel tőle, míg ő szívesebben lenne Vanessával. Dan és Serena elhatározzák, hogy ideje a világ elé lépni kapcsolatukkal. Blair felvilágosítja Catherine-t Vanessa létezéséről, aki egy partin megfenyegeti a lányt. Chuck felfed Serena előtt egy meglehetősen kínos problémát. Amikor Eleanor Waldorf váratlanul megérkezik a műhelybe, Jenny komoly bajba kerül. |     |                                                                     |                     |                                       |                                        |
| 22. | 4.  | Az exakták (The Ex Files)                                           | Jim McKay           | Robert Hull                           | 2008. szeptember 22. 2011. február 27. |
| Az első nap az iskolában mindenkinek nehezen indul. Dan és Serena megpróbálják kerülni egymást, de a helyzet elmérgesedik, amikor Dan megismerkedik az új lánnyal, Amandával. Jennynek szembe kell néznie Isabel és Penelope gonoszkodásaival. Lily többször is meglátogatja Rufust, de kellemetlen meglepetés éri. Dan, Serena és Amanda végül egy hármas randevút szerveznek maguknak. Vanessa kincset érő felfedezést tesz Catherine-ről, és Blair segítségét kéri. |     |                                                                     |                     |                                       |                                        |
| 23. | 5.  | Serena felemelkedése és tündöklése (The Serena Also Rises)          | Patrick Norris      | Jessica Queller                       | 2008. szeptember 29. 2011. március 6.  |
| Blair dühös, amiért az anyja, Eleanor Serenának és az új barátnőjének, Poppy Liftonnak az első sorba szól a meghívásuk a divatbemutatóra. Blair, aki az anyja és Serena részéről is megbántva érzi magát, szabotálni akarja a showt. Dan Chuckkal lóg, de gyorsan megtanulja, milyen Chuck sötét oldala. Lily rájön, hogy Bart titkolózik előtte. |     |                                                                     |                     |                                       |                                        |
| 24. | 6.  | Riválisok (New Haven Can Wait)                                      | Norman Buckley      | Alexandra McNally & Joshua Safran     | 2008. október 13. 2011. március 13.    |
| Blair, Serena, Dan, Nate és Chuck a Yale-re mennek. Blairrel való összetűzése után Serena úgy dönt, hogy Blair álomegyetemét, a Yale-t választja a Brown helyett, főleg miután személyes meghívást kap az egyetem dékánjától. Dan rájön, hogy egyik ajánlólevele sem lett elküldve a Yale-re, így sürgősen ki kell találnia, hogy tud bejutni az egyetemre. Chuckot elrabolják, Nate pedig az egyik egyetemista lánnyal kerül közelebbi kapcsolatba. |     |                                                                     |                     |                                       |                                        |
| 25. | 7.  | Az igazi Chuck (Chuck in Real Life)                                 | Tony Wharmby        | Lenn K. Rosenfeld                     | 2008. október 20. 2011. március 20.    |
| Miután Bart hazatér hosszú üzleti útjáról, Lilyvel együtt komoly szabályokat fektetnek le az újdonsült Bass család együttélésére vonatkozóan, amik egyik gyereknek sem tetszenek. A házavató partira annyira elmérgesednek a dolgok Lily és Serena között, hogy a lány komoly botrányt okoz a sajtó képviselői és az előkelő vendégek előtt. Chuck és Blair fogadást köt: ha Chuck megalázza és elcsábítja Vanessát, Blair az övé lesz. Nate és Dan az egyetemen átélt közös kalandok után egyre inkább megbarátkozik egymással. |     |                                                                     |                     |                                       |                                        |
| 26. | 8.  | Rossz tanács (Pret-a-Poor-J)                                        | Vondie Curtis-Hall  | Amanda Lasher                         | 2008. október 27. 2011. március 27.    |
| Miután Jenny úgy érzi, Eleanor ellopja az ötleteit és elzárja őt a lehetőségektől, kilép a műhelyből és új barátnője, Agnes tanácsára elhatározza, hogy saját kollekcióval áll elő. Serena megismerkedik Rufus új felfedezettjével, a művész Aaron Rose-zal és rögtön szimpatikusak lesznek egymásnak. Blair és Serena Dan-től kér tanácsot az ügyben, hogy Blair hogyan diadalmaskodhatna Chuck felett. Azonban Dan közbenjárása - hála Vanessának - balul sül el. |     |                                                                     |                     |                                       |                                        |
| 27. | 9.  | Gerilla akció (There Might Be Blood)                                | Michael Fields      | Etan Frankel & John Stephens          | 2008. november 3. 2011. április 3.     |
| Jenny és Agnes titokban egy gerilla divatbemutatót szerveznek, azonban Dan véletlenül leleplezi őket és nem tudja eldönteni, szóljon-e róla Rufusnak. Serena nem tud mit kezdeni Aaron flörtöléseivel, de mégis vonzódik a fiúhoz. Blair - Serena segítsége folytán - a Yale egyik adakozójának a lányát kénytelen pesztrálni, azonban a szende kislányról kiderül, hogy igazi démon rejtőzik benne. Blair-nek főhet a feje, különösen, mikor Chuck is megjelenik. Jenny nem sejti, hogy az estélyt, amelyet váratlan divatbemutatójukkal tönkretesznek, Lily és Bart tiszteletére rendezték. |     |                                                                     |                     |                                       |                                        |
| 28. | 10. | Hiúságok máglyája (Bonfire of the Vanity)                           | David Von Ancken    | Jessica Queller                       | 2008. november 10. 2011. április 10.   |
| Serena és Aaron egyre közelebb kerülnek egymáshoz, bár Serenának még mindig vannak fenntartásai a fiú szabados életfelfogását tekintve. Blair már nagyon várja, hogy megismerje anyja új barátját, Cyrus-t, azonban kellemetlen meglepetés éri, ráadásul anyja is leleplezi mesterkedéseit. Jenny és Agnes viszonya elmérgesedik, mert Agnes egyre kevésbé megbízható, és Jenny úgy dönt, egyedül folytatja tovább. Dan mégis megírja a Chuck-ról szóló novellát és megpróbál Bart Bass közelébe férkőzni egy interjú erejéig, ám megtud egy ijesztő titkot. |     |                                                                     |                     |                                       |                                        |
| 29. | 11. | Viharos múlt (The Magnificent Archibalds)                           | Jean de Segonzac    | Joshua Safran                         | 2008. november 17. 2011. április 17.   |
| Hálaadás van, és bár Blair - köszönhetően Cyrus-nak és népes családjának - nincs egyedül, mégis hiányzik neki az apja. Amikor Jenny megtudja, mivel jár a nagykorúsítás, elbátortalanodik. A nyaralásból hazaérkező Lily és Bass meglepetten tapasztalja, hogy Jenny egy ideje ott lakik náluk. Nate nagyon megdöbben, amikor megtudja, hogy a Kapitány visszatér a városba, azonban erről az FBI is értesül. Serenának még mindig kételyei vannak Aaronnal kapcsolatban, és úgy érzi, el kell titkolnia Aaron elől kissé viharos múltját, azonban Dan véletlenül keresztülhúzza számításait. |     |                                                                     |                     |                                       |                                        |
| 30. | 12. | A hazugság csodaszép (It's a Wonderful Lie)                         | Patrick Norris      | Robert Hull                           | 2008. december 1. 2011. április 24.    |
| Vanessát mardossa a lelkiismeret, hogy Jenny háta mögött találkozgat Nate-tel. Mindenki a Hópehely bálra készülődik, amely az év rangos iskolai eseménye, és Chuck fogadást köt Blairrel, hogy megtalálják egymásnak az ideális partnert. Lily és Bart még mindig nem állnak szóba egymással, annak ellenére, hogy Bart megígérte, többé nem nyomoz a családtagjai után. Serena és Aaron, valamint Dan és Lexi, Aaron volt barátnője dupla randit szerveznek a Hópehely bálra. A bálon Vanessát kínos meglepetés éri. |     |                                                                     |                     |                                       |                                        |
| 31. | 13. | Hol vagy, Bart testvérünk? (O Brother, Where Bart Thou?)            | Joe Lazarov         | Stephanie Savage                      | 2008. december 8. 2011. május 1.       |
| Bart Bass halála az egész várost megrázza. A temetésre Cece, Lily anyja is megérkezik. Blair megdöbbenésére Cyrus és Eleanor úgy dönt, hogy nem várnak tovább, azonnal összeházasodnak. Lily találkozik Rufus-szal, és megbeszélik, hogy Rufus kitart mellette és megvárja. Chuck a baleset óta eltűnt és a temetésre is csak nagy nehezen kerítik elő: Blair és Nate támogatják. Aaron meghívja Serenát Buenos Aires-be karácsonyozni, azonban Serena még mindig habozik, és Dantől kér tanácsot. A szertartás előtt a részeg Chuck nekimegy Dannek; szerinte Rufus az oka Bart halálának. |     |                                                                     |                     |                                       |                                        |
| 32. | 14. | Családi birodalom (In the Realm of the Basses)                      | Tony Wharmby        | John Stephens                         | 2009. január 12. 2011. május 8.        |
| Jenny visszatér a Constance Billard iskola falai közé és Nelly Yuki védelmében már az első napon parázs vitába keveredik Penelope-val és barátnőivel. Jack Bass, Bart öccse megérkezik Ausztráliából és magával hozza a borzalmas állapotban levő Chuckot. Serena és Dan, miután tisztázzák érzelmeiket, újra együtt vannak. Blair igyekszik mindenben Chuck védelmére kelni, de egy idő után feladja. Rufus sikertelenül kutat adoptált gyermeke iránt, végül Lily-hez fordul segítségért. |     |                                                                     |                     |                                       |                                        |
| 33. | 15. | Elfújta a szél (Gone with the Will)                                 | Tricia Brock        | Amanda Lasher                         | 2009. január 19. 2011. május 15.       |
| Bart végrendeletének felolvasásakor Chuck, Bart öccse, Jacc és Lily megtudják, hogy Bart vállalatának az új igazgatója Chuck lett, illetve Chuck egyetért azzal, hogy Jack legyen a törvényes gyámja. Rufus és Lily kapcsolata nem alakul zökkenőmentesen, mert Rufus minden részletet megragad, hogy megtalálhassa örökbeadott gyereküket. Dan rájön Lily és Rufus titkára, azonban el kell döntenie, hogy kivel osztja meg a sokkoló híreket. |     |                                                                     |                     |                                       |                                        |
| 34. | 16. | A Yale hálójában (You've Got Yale!)                                 | Janice Cooke        | Joshua Safran                         | 2009. január 26. 2011. május 22.       |
| Eljött a nagy nap, amikor kiderül, kit hová vesznek fel. Blair egész családja bízik benne, hogy Blair előfelvételisként bekerül a Yale-re. Lily és Rufus egymásra találása váratlan problémákat hoz Dan és Serena friss kapcsolatában. Jack és Chuck együttműködése nem éppen zökkenőktől mentes. Dan megismerkedik a Constance új tanárnőjével, a pályakezdő Miss Carral. Chuck még mindig nem bocsátja meg Lilynek a Rufusszal való kapcsolatát. Blair egy négyes dolgozat miatt bosszút esküszik Miss Carr ellen. |     |                                                                     |                     |                                       |                                        |
| 35. | 17. | Lavina (Carrnal Knowledge)                                          | Elizabeth Allen     | Alexandra McNally & Lenn K. Rosenfeld | 2009. február 2. 2011. május 29.       |
| Blair elhiteti apjával, Harolddal, hogy Miss Carr kipécézte magának őt. Chuck egy mámoros este után megpróbál a nyomára akadni a rejtélyes nőnek, akivel az éjszakát töltötte. Nyomozás közben rájön, hogy apja egy titkos klub tagja volt. Dant azzal gyanúsítja Pletykacica, hogy vonzódik Miss Carrhoz. Harold komolyabb lépéseket fontolgat Blair ügyében, aki viszont egy kitalált pletykával olyan lavinát indít el, ami a kicsapásával végződhet. Dan és Serena kapcsolata a történtek után mérföldkőhöz érkezik. |     |                                                                     |                     |                                       |                                        |
| 36. | 18. | Az ártatlanság kora (The Age of Dissonance)                         | Norman Buckley      | Jessica Queller                       | 2009. március 16. 2011. június 5.      |
| A St. Jude's és a Constance végzősei az Ártatlanság kora című színdarabot adják elő. A szereplők élete különös módon összefonódik a diákok sorsának alakulásával. Serena vonzódik a darab rendezőjéhez, Julianhez, aki azonban észre sem veszi őt. Blair szembesül a ténnyel, hogy minden valószínűség szerint nem járhat a Yale-re. Chuck egykori ellenfele, Carter Baizen visszatér a városba, és egykori rivalizálásuk feléled. Serena Vanessa segítségét kéri, hogy magára vonja Julian figyelmét, de Nate félreérti, és azt hiszi, Vanessának tetszik Julian. |     |                                                                     |                     |                                       |                                        |
| 37. | 19. | A nagyapa (The Grandfather)                                         | J. Miller Tobin     | Robert Hull & Etan Frankel            | 2009. március 23. 2011. június 19.     |
| Nate véletlenül összetalálkozik unokatestvérével, Trippel, aki sürgeti, hogy Nate lépjen kapcsolatba családjának Vanderbilt ágával. Azonban a fiú nem tudja megbocsátani nagyapjának, hogy amikor apját, a Kapitányt bebörtönözték, cserbenhagyta őt és anyját. Lily és Rufus megfogadják, hogy felfedik egymás előtt, kinek hány kapcsolata volt, de Lily aggasztóan nagy előnyben van. Chuck és Serena megpróbálják megmenteni Blairt Carter Baizen mesterkedéseitől. A társadalmi különbségek most először állnak Nate és Vanessa közé. |     |                                                                     |                     |                                       |                                        |
| 38. | 20. | Napok romjai (Remains of the J)                                     | Allison Liddi-Brown | Sarah Frank-Meltzer                   | 2009. március 30. 2011. június 26.     |
| Dan nagyon boldog: megkapja élete első rajongói levelét egy Scott nevű fiútól. Lily és Serena meglepetéspartit szervez Jenny 16. születésnapjára, azonban az ünnepelt nem igazán vágyik nagyszabású bulira, ezért a partit lemondják. A Yale elutasítja Dan ösztöndíj-kérelmét, ezért Rufus és Lily nagy dilemma előtt áll: összeköltözzenek-e csak azért, hogy Rufus lakásának árából finanszírozzák Dan tanulmányait? És mit szólnának ehhez a gyerekek? Bár a Vanderbilt-partin történtek ellenére Nate még vonakodik szakítani Vanessával, Blair máris nagy terveket sző a fiúval. A szülinapi bulit - Poppy Lifton közbenjárásával - végül mégis megtartják, de semmi nem úgy alakul, ahogy tervezték. |     |                                                                     |                     |                                       |                                        |
| 39. | 21. | Széder vagy amit akartok (Seder Anything)                           | John Stephens       | Amanda Lasher                         | 2009. április 20. 2011. július 3.      |
| Széder vagy amit akartatok - Blair nagy reményeket fűz ahhoz, hogy Maureen, Nate unokatestvérének menyasszonya bejuttatja a neves Whitney bizottságba. Azonban amikor álma meghiúsul, váratlanul William Vanderbilt kér tőle egy szívességet, és cserébe megígéri, mégis a bizottság tagja lehet. Dan titokban munkát vállal egy catering-cégnél, azonban a cég első munkaként Eleanor széder-estjére közvetíti ki, ahová Rufus és Lily is hivatalos. Serena megérkezik Spanyolországból és ügyvédi segítséget kér Blair mostohaapjától, Cyrustól: derítse ki, férjhez menetele Poppy Lifton barátjához, Gabrielhez érvényes-e.                                                                             |     |                                                                     |                     |                                       |                                        |
| 40. | 22. | A déli urak a szőkéket szeretik (Southern Gentlemen Prefer Blondes) | Patrick Norris      | Leila Gerstein                        | 2009. április 27. 2011. július 10.     |
| Georgina visszatér az Upper East Side-re, azonban nem az a Gergie, akit megismertünk, ugyanis megváltozott. Chuck és Nate kapcsolata válaszút elé érkezik, mert mindketten kölcsönös érdeklődést mutatnak Blair felé. Serena kapcsolata Gabriellel egyre bonyolultabbá válik. |     |                                                                     |                     |                                       |                                        |
| 41. | 23. | A kamuzás bosszúja (The Wrath of Con)                               | Janice Cooke        | Sara Goodman                          | 2009. május 4. 2011. július 17.        |
| Blair, hogy újra visszahozza ördögi oldalát, nyomást gyakorol Georginára azzal, hogy bevonja őt is gonosz tervébe. A Blairt folytatott rivalizálás Chuck és Nate között csúcspontjához ér, mialatt Lily titokban segít Rufusnak Dan egyetemi tanulmányait illetően. |     |                                                                     |                     |                                       |                                        |
| 42. | 24. | A San Fernando völgy legendája (Valley Girls)                       | Mark Piznarski      | Josh Schwartz & Stephanie Savage      | 2009. május 11. 2011. július 24.       |
| Egy visszaemlékezés során megtudhatjuk, hogy miután a 17 éves Lilyt kirúgták a bentlakásos iskolájából, a nővéréhez, Carolhoz és a szüleihez, Rickhez és Cece-hez látogatott Los Angelesbe. A jelenben Blair és Nate együtt mennek a végzősök báljára, de az este mégsem úgy végződik, mint ahogy tervezték, miközben Lily és Serena még mindig nem beszélnek egymással a lány legújabb törvényszegése után. |     |                                                                     |                     |                                       |                                        |
| 43. | 25. | Pletykacica, Isten áldjon! (The Goodbye Gossip Girl)                | Norman Buckley      | Joshua Safran                         | 2009. május 18. 2011. július 31.       |
| Gossip Girl elhatározza, hogy a Constance Billard és a St. Judes közös ballagásának nyugalmát sokkoló üzenetekkel fogja megzavarni, ami arra készíteti Serenát, hogy fényt derítsen a Gossip Girl kilétére. Jennynek újabb próbákat kell kiállnia, hogy átvehesse Blair helyét, mint a Constance királynője, miközben Lily és Rufus megpróbálják helyrehozni a kapcsolatukat Lily árulása után. |     |                                                                     |                     |                                       |                                        |

## Harmadik évad (2009–2010)
| Sor. | Év. | Cím                                                                   | Rendező              | Író                              | Premier                                  |
| --- | --- | --------------------------------------------------------------------- | -------------------- | -------------------------------- | ---------------------------------------- |
| 44. | 1.  | A szerencse forgandó (Reversals of Fortune)                           | J. Miller Tobin      | Joshua Safran                    | 2009. szeptember 14. 2011. augusztus 7.  |
| Most, hogy vége a nyárnak, mindenki visszatér a városba. Dan, Jenny és Eric a nyarat CeCe házában töltötték, mivel Lily elutazott, hogy az anyjával legyen a kemoterápia idején. Jenny és Eric - Serena kérésére - megpróbálja eltitkolni, hogy Serena milyen fékeveszett módon bulizott Európában. Ez egy ideig sikerül is, de hamarosan Dan, majd Rufus is tudomást szerez a történtekről. Nate is hazajön Európából - az úton megismerkedett egy nagyon bájos lánnyal, Bree-vel, akiről azonban kiderül, hogy a Buckley-család tagja - a Van De Bilt-ek és a Buckley-k ősi ellenségei egymásnak. |     |                                                                       |                      |                                  |                                          |
| 45. | 2.  | Az újonc (The Freshman)                                               | Norman Buckley       | Amanda Lasher                    | 2009. szeptember 21. 2011. augusztus 14. |
| Elkezdődik az egyetemeken az eligazítási hét. Chuck nem örül, hogy Blair kollégista lesz, de a lány meggyőzi: szüksége van a közvetlen kapcsolatra leendő "alattvalóival". Dan-t kellemes meglepetésként éri az NYU-n, hogy tavalyi novellája miatt ismerik a nevét és hamarosan belép egy irodalmi csoportba is. Serena úgy dönt, hogy mégsem fog a Brown-ra járni és Chuck-nál húzza meg magát, mert nem meri elmondani a döntését anyjának és Rufus-nak. Blair első "eligazítása" az elsős lányoknak jól indul, azonban mindent tönkretesz, amikor Georgina megjelenik és közli a megdöbbent Blair-rel, hogy ő lesz a szobatársa. |     |                                                                       |                      |                                  |                                          |
| 46. | 3.  | Az elveszett fiú (The Lost Boy)                                       | Jean de Segonzac     | Robert Hull                      | 2009. szeptember 28. 2011. augusztus 21. |
| Blair és Chuck között nem mennek túl jól a dolgok: Blair-t lefoglalja, hogy helyrehozza megtépázott társadalmi renoméját, Chuck pedig gőzerővel dolgozik az étterem megnyitásán, így kapcsolatuk kissé háttérbe szorul. Dan meglehetősen bizonytalan friss kapcsolatát illetően Georginával, és Serena és Vanessa előtt beismeri, hogy nem igazán fűlik a foga ahhoz, hogy a zűrös Georginával járjon. |     |                                                                       |                      |                                  |                                          |
| 47. | 4.  | Paradicsom és pokol (Dan de Fleurette)                                | Mark Piznarski       | John Stephens                    | 2009. október 5. 2011. augusztus 28.     |
| Serena és Rufus azt gyakorolják, hogyan adják elő Lily-nek, hogy Serena nem megy a Brown-ra, azonban Lily váratlan megérkezése felborítja terveiket. Olivia Burke-öt, a híres moziszínésznőt felveszik az NYU-ra, Dan azonban nem ismeri fel a lányt, aki kisegíti őt pénzzel - meghívja egy kávéra; a fiatalok megbeszélik, hogy még találkoznak. |     |                                                                       |                      |                                  |                                          |
| 48. | 5.  | Az esküvő (Rufus Getting Married)                                     | Ron Fortunato        | Leila Gerstein                   | 2009. október 12. 2011. szeptember 4.    |
| Mivel Olivia Japánban turnézik, Dan-nel csak interneten keresztül tartják a kapcsolatot. Serena és Carter kapcsolata boldog, bár a fiú örökös pénzzavarban van. Bree megkéri Chuck-ot, hogy ha értesül Carter hollétéről, szóljon neki. Rufus és Lily között a közelgő esküvő ellenére is komoly ellentétek feszülnek; a felszínen a Brown-ügy van, de valójában Lily fél az elkötelezettségtől, Rufus pedig nem találja a helyét a gazdagok világában. Bár a gyerekek összehoznak egy közös ebédet, mégsem sikerül tisztázni a problémákat. Vanessa szomorú, hogy Scott nem hívta vissza, de hamarosan értesül róla, hogy a háttérben ismét Georgina van, aki kiszedte a fiúból, kik az igazi szülei. |     |                                                                       |                      |                                  |                                          |
| 49. | 6.  | Nem mindent Éváról (Enough About Eve)                                 | John Stephens        | Jake Coburn                      | 2009. október 19. 2011. szeptember 11.   |
| A NYU-n minden évben megtartott Elsősök Bálján nagy megtiszteltetés elsősként nyitóbeszédet mondani. Blair ezt pontosan tudja és minden vágya, hogy ő mondhasson beszédet. Azonban úgy tűnik, Vanessa komoly eséllyel pályázik a posztra. Egyik lány sem tudja, hogy a szónokot kijelölő tanár, Mr. Ellis első helyen Oliviára szeretné bízni a feladatot. Serena megtudja Nate-től, hogy Carter még mindig hatalmas összeggel tartozik a Buckley-családnak, akik le akarják vele dolgoztatni az adósságát. Serena úgy dönt, ezt nem hagyhatja, és Nate-tel együtt kihívják pókerezni PJ Buckley-t, Bree unokatestvérét. |     |                                                                       |                      |                                  |                                          |
| 50. | 7.  | Hogyan lehetsz sikeres? (How to Succeed in Bassness)                  | Joe Lazarov          | Sara Goodman                     | 2009. október 26. 2011. szeptember 18.   |
| Chuck azt tervezi, hogy a karácsonyi ünnepek után megnyitja a klubot, Blair azonban gyorsabb lépésekre ösztökéli. Hiába Chuck kérése, hogy hadd intézhesse dolgait a saját szájíze szerint, Blair megint külön utakon jár. Nate megmutat egy vámpíros filmet Dan-nek, amelyben Olivia egy jóképű kollégával, Patrick Roberts-szel csókolózik és szeretkezik. |     |                                                                       |                      |                                  |                                          |
| 51. | 8.  | Megint a nagyapa! (The Grandfather: Part II)                          | Mark Piznarski       | Lenn K. Rosenfeld                | 2009. november 2. 2011. szeptember 25.   |
| Mivel közeledik a nyolcadik választókörzetben a kongresszusi tagválasztás, és Trip Vanderbilt komoly eséllyel pályázik a posztra, KC azt szeretné elérni, hogy Patricket híres politikusok társaságában fotózzák le, és ezt Serena segítségével akarja megvalósítani. Serena nagy gondban van: nincs túl jóban Nate-tel a kártya-ügy óta és nem tudja, hogy hívassák meg magukat a választási partira. Olivia fellépett egy késő esti talk-show-ban, Jimmy Fallon műsorában, ahol elmesélt egy vicces történetet Danről. |     |                                                                       |                      |                                  |                                          |
| 52. | 9.  | A Humphrey-kat lelövik, ugye? (They Shoot Humphreys, Don't They?)     | Alison Maclean       | Amanda Lasher                    | 2009. november 9. 2011. október 2.       |
| Jenny izgatottan készül a cotillion-bálra, és minden vágya az, hogy a jóképű Graham Collins kísérje el. Trip felveszi maga mellé Serenát sajtóreferensnek. Olivia, bár úgy érzi, túl sokat tanul, nem akarja elvállalni a Végtelen lovagok sorozat negyedik részét, mert ott kellene hagynia az iskolát és mindenekelőtt Dant. Trip megvallja Serenának, hogy tetszik neki; a lány zavartan elrohan. Chuck mesterkedéseinek hála Blair és Serena bent ragad egy liftben és végre megtörténik a kibékülés. Dan, Olivia és Vanessa egy jól sikerült buli után hárman együtt alszanak. |     |                                                                       |                      |                                  |                                          |
| 53. | 10. | A diszkó végnapjai (The Last Days of Disco Stick)                     | Tony Wharmby         | Leila Gerstein                   | 2009. november 16. 2011. október 9.      |
| Miután Oliviával és Vanessával töltötte az éjszakát, Dan úgy érzi, övé a világ; azonban Nate hamarosan rádöbbenti, hogy ezután a két lány rivalizálni fog érte és kapcsolatuk soha nem lesz a régi. Blair nem hajlandó szóba állni Serenával, aki megszegte ígéretét és ott maradt Trip-nél. Blair szeretne bejutni a Tisch művészeti iskola színjátszó-körébe, akik kabaréestet szerveznek - Lady Gagát hívták meg sztárvendégként, aki nem is válaszolt a meghívásra. Chuck egy diplomata fiát, Damien-t kísérgeti a városban; Lily unszolására Jenny felváltja Chuck-ot. Olivia végül beprotezsálja Blair-t a kabaréestre, ahol mesék modern feldolgozását kell előadni. |     |                                                                       |                      |                                  |                                          |
| 54. | 11. | A Serena Madre kincse (The Treasure of Serena Madre)                  | Mark Piznarski       | Robert Hull & Joshua Safran      | 2009. november 30. 2011. október 16.     |
| Serena és Trip együtt akarják tölteni a Hálaadást, azonban Lily véletlenül Maureen tudomására juttatja, hogy férje és Serena túl sokszor találkoznak. Blair nagyon helyteleníti Serena és a képviselő kapcsolatát, így újra haragban van egykori legjobb barátnőjével. Eric és Rufus interneten akarnak kapcsolatba kerülni Cece-vel az ünnepnapon, de döbbenten értesülnek arról, hogy Cece - Lily állításával ellentétben - már hónapok óta jól van és utazásra kész. Végül meglepetésvendégként meghívják az ünnepségre. Dan bevallja Nate-nek, hogy úgy érzi, Oliviának igaza volt és tényleg szerelmes Vanessába. Blair anyja, Eleanor megérkezik Párizsból, hogy magával vigye Blair-t egy kis kirándulásra - azonban Blair arra gyanakszik, hogy az anyja terhes és meg akarja változtatni a végrendeletét. |     |                                                                       |                      |                                  |                                          |
| 55. | 12. | A tégla (The Debarted)                                                | Jason Ensler         | Stephanie Savage                 | 2009. december 7. 2011. október 23.      |
| Bart Bass halálának egyéves évfordulóján Chuck próbál úgy tenni, mintha nem érintené meg a gyász, de Blair tudja, hogy a fiú belül rágódik azon, megfelel-e apja elvárásainak. Lily feltúrja a lakást az eltűnt levél miatt, és sehol nem találja, emellett Rufus előtt is kellemetlen helyzetbe kerül. Serena és Trip egy hete boldogok a fiú vidéki nyaralójában, azonban Trip találkozik Maureen-nal, aki egyezséget ajánl: Trip hivatalosan a férje marad, megmarad a karrierje és titokban Serena is a szeretője lehet. Chuck időnként apja szellemét látja, aki kérdőre vonja: nem elég ambiciózus az üzletben és mivel megnyílt Blair előtt, ez gyengíti a jellemét. Jenny a drogárusításból hatalmas összegekre tesz szert, amire még Eric is felfigyel. |     |                                                                       |                      |                                  |                                          |
| 56. | 13. | Szívbombák (The Hurt Locket)                                          | Tony Wharmby         | Sara Goodman                     | 2010. március 8. 2011. október 30.       |
| Serena és Nate megegyeznek, hogy most nem sietik el a kapcsolatuk fázisait, időt adnak maguknak - azonban már első találkozásukkor egymásba gabalyodnak. Rufus és Lily kapcsolata némileg zátonyra futott: Rufus egyedül utazott el síelni, míg Lily elveszettnek érzi magát otthon és nyomasztja a lelkiismeret. Damien összefut Serenával és a közös intézeti emlékek hatására úgy döntenek, felfrissítik ismeretségüket a francia nagykövet másnapi estélyén. Chuck-ot nem hagyja nyugodni a medál és a fotó, amit az ismeretlen nő apja sírján hagyott, és megpróbálja kinyomozni, ki az. |     |                                                                       |                      |                                  |                                          |
| 57. | 14. | Manhattani randevú (The Lady Vanished)                                | Andrew McCarthy      | Amanda Lasher & Robert Hull      | 2010. március 15. 2011. november 6.      |
| Jenny-nél épp Damien van látogatóban, és a drogbizniszről beszélgetnek, amikor Lily meglepi őket. Hogy elkerüljék a kínos helyzetet, még kellemetlenebb szituáció alakul ki: Lily komolyan veszi, hogy járnak és óvatosságra inti a lányt. Serena és Nate kapcsolata szikrázóbb, mint valaha. Blair bevallja Serenának, hogy Chuck-ot lefoglalja az anyja utáni nyomozás és szinte alig vannak együtt, nem tud közel férkőzni hozzá. Dan és Vanessa mindketten mással mennek el a kolis bulira, hogy bebizonyítsák: ami köztük történt, nem volt komoly, azonban a figyelem-elterelő hadművelet kútba esik és kénytelenek szembenézni érzéseikkel. Chuck végül kideríti, hogy Elizabeth azonos Evelyn-nel, az anyjával, de nem kíváncsi arra hogy miért hagyta el őt kiskorában. |     |                                                                       |                      |                                  |                                          |
| 58. | 15. | Édes tizenhat éves (The Sixteen Year Old Virgin)                      | Wendey Stanzler      | Leila Gerstein                   | 2010. március 22. 2011. november 13.     |
| Jenny - apja tiltása ellenére - titokban még mindig találkozgat Damien-nel. Chuck úgy érzi, most, hogy Elizabeth-tel felhőtlen a kapcsolata, sínre került az élete, azonban néhány hotelbeli dolgozónő bepereli szexuális zaklatásért, amely természetesen alaptalan. Amikor Serena tudomására jut, hogy Jenny és Damien között komolyra fordul a dolog - az éjszakát együtt tervezik tölteni - úgy dönt, közbelép és elbeszélget Jenny-vel, aki azonban elég eltökéltnek tűnik. Amikor Jack Bass megjelenik, és felajánlja segítségét a hotel ügyében, Chuck azonnal gyanakodni kezd, hogy a per nem véletlenül történik most. |     |                                                                       |                      |                                  |                                          |
| 59. | 16. | Újra divatban (The Empire Strikes Jack)                               | Joe Lazarov          | Jake Coburn                      | 2010. március 29. 2011. november 20.     |
| Rufus segítségével Jenny újra Eleanornál dolgozhat, aki ad neki még egy esélyt a divatszakmában. Dan és Vanessa mindenkinek elmondják, hogy járnak - Serena arra inti Vanessát, hogy ne ragadjanak bele a rutinba. Eleanor azt reméli, hogy a Salt Lake-ből ideutazó Mr. Conwell árusítja majd az ifjúsági kollekcióját. Jenny és Agnes kibékül, és Jenny elpanaszolja a Damien-ügyet. Agnes azonnal intézkedik: elhívja a bemutatóra Damient. |     |                                                                       |                      |                                  |                                          |
| 60. | 17. | Eszelős szülinap (Inglourious Bassterds)                              | Jean de Segonzac     | Lenn K. Rosenfeld                | 2010. április 5. 2011. november 27.      |
| Nate el van keseredve, hiszen úgy tűnik, Jenny-t kívül senkit nem érdekel, hogy szülinapja van. Nem sejti, hogy Serena titokban meglepetés-bulit szervez neki. Chuck felajánlja Jack-nek: bármit megad, csak hogy visszakapja a hotelt. Jenny megpróbálja magához édesgetni Nate-et, akinek jólesik a figyelem. Dan és Vanessa megmutatják egymásnak készülő munkáikat: Dan a Tisch Drámaírói programba pályázik, Vanessa pedig rövidfilm-forgatókönyvet írt. Jack felajánlja Blair-nek: ha vele tölt egy éjszakát, Chuck visszakapja a hotelt. Dan és Vanessa belegabalyodik a hazugságok hálójába - egyiknek sem tetszik a másik írása, de nem merik egymásnak bevallani. Eric átlát Jenny mesterkedésein, de még nem akar konfrontálódni vele. Ványa megkéri az állapotos Dorota kezét, aki boldogan igent mond neki. Eric Nate buliján megismerkedik a jóképű Elliot-tal, bár nem tudja eldönteni, hogy a fiúnak csak a barátsága kell-e. |     |                                                                       |                      |                                  |                                          |
| 61. | 18. | A lét elviselhetetlen könnyűsége (The Unblairable Lightness of Being) | Janice Cooke-Leonard | Jeanne Leitenberg                | 2010. április 12. 2011. december 4.      |
| Nate és Serena megpróbál Blair és Chuck lelkére beszélni, hogy béküljenek ki, sikertelenül. Dorota teljesen kétségbe van esve: két nap múlva megérkeznek a szülei és nem tudják, hogy állapotos, de nincs férjnél. Chuck, hogy megpróbálja meglágyítani Blair szívét, felajánlja, hogy megrendezi Dorota és Ványa esküvőjét, amit Eleanor és Cyrus is örömmel fogad. Blair elmondja Nate-nek, hogy mit tett Chuck. A fiú elborzad legjobb barátja kegyetlenségén. Rufus próbálja elérni Lily-t és Cece-t, hogy hazahívja feleségét az esküvőre, de rájön, hogy ismét hazudtak neki. |     |                                                                       |                      |                                  |                                          |
| 62. | 19. | Nem kell félni apától (Dr. Estrangeloved)                             | Darnell Martin       | Robert Hull                      | 2010. április 26. 2011. december 11.     |
| Jenny ott aludt Nate lakásán, de semmi nem történt köztük; Nate nagyon dühös Serenára azért, hogy szó nélkül eltűnt Carter-rel. Miután Serena megtudta, hogy anyja terhes, rákja van és volt férje, William a kezelőorvosa, teljes mértékben kiáll mellette és biztatja, mondjon el mindent Rufus-nak. Blair arra gyanakszik, hogy Chuck randitilalmat hirdetett ki rá, mert a manhattani aranyifjaknak szervezett villásreggeliére senki nem ment el. Rufus döbbenten értesül a történtekről, és William megérkezése csak bonyolítja a helyzetet. Serena tisztázza helyzetét apjával és igyekszik megismerni a férfit, aki évekkel ezelőtt elhagyta őket. |     |                                                                       |                      |                                  |                                          |
| 63. | 20. | Menni vagy maradni? (It’s a Dad, Dad, Dad World)                      | Jeremiah Chechik     | Amanda Lasher                    | 2010. május 3. 2011. december 18.        |
| Nate és Serena kibékült, de Serena úgy dönt, hazaköltözik, amíg Lily kezelése tart. Dan és Vanessa megegyeznek, hogy a Tisch-sel és a munkájukkal kapcsolatos témák tiltólistára kerülnek közöttük - így Vanessa nem mondhatja el, hogy három hónapos gyakornoki állást kapott Haitin. |     |                                                                       |                      |                                  |                                          |
| 64. | 21. | Exférjek és feleségek (Ex-Husbands and Wives)                         | Norman Buckley       | Sara Goodman                     | 2010. május 10. 2012. január 8.          |
| Serena elmondja Blair-nek, hogy megtudta Holland-től: Rufus megcsalta vele Lily-t. Chuck és Jenny közösen nyomoz Lily titokzatosa gyógyszere után, és Chuck kideríti, hogy közönséges antibiotikum. Mindenki ledöbben, amikor Holland kijelenti a család előtt, hogy lefeküdt Rufus-szal. Nate és Serena komolyan összeszólakozik; Nate Rufus ártatlanságában hisz, míg Serena az apja mellett áll ki, és biztos Rufus becstelenségében. Chuck és Jenny Blair-hez fordul segítségért, hogy kiderítsék az igazat. Blair eleinte húzódozik, de végül belemegy a játékba. Kiderítik, hogy a pszichiáter, aki a gyógyszereket felírta Lily-nek, nem más, mint Holland. |     |                                                                       |                      |                                  |                                          |
| 65. | 22. | Utolsó tangó, aztán Párizs (Last Tango, Then Paris)                   | J. Miller Tobin      | Joshua Safran & Stephanie Savage | 2010. május 17. 2012. január 15.         |
| Jenny Nate-nél tölti az éjszakát, aki biztosítja róla: mint barátként mindig számíthat rá. Rufus úgy érzi, döntést kell hoznia Jenny ügyében. Blair nem akar elmenni a Chuck adta randevúra, így Cameron-nal találkozik, Dorota kíséretében. Georgina visszatér New Yorkba és előbb Chuck, majd Blair segítségét kéri, de mindkettő elutasítja. Serena ott aludt Dan ágyában, és Jenny lefotózza őket együtt, majd elküldi a képet Pletykacicának. Bár egy csókon kívül nem történt semmi, Dan és Serena megpróbálják elbagatellizálni az éjszakát. |     |                                                                       |                      |                                  |                                          |

## Negyedik évad (2010–2011)
| Sor. | Év. | Cím                                                            | Rendező             | Író                              | Premier                              |
| --- | --- | -------------------------------------------------------------- | ------------------- | -------------------------------- | ------------------------------------ |
| 66. | 1.  | A nap szépei (Belles de Jour)                                  | Mark Piznarski      | Joshua Safran & Stephanie Savage | 2010. szeptember 13. 2013. május 27. |
| Vanessa döbbenten veszi tudomásul, hogy Dan együtt lakik Georginával és közös kisfiukkal, Milóval, bár az apasági teszt híján Dan még nem írta alá a papírokat. Eközben Párizsban Blair azon kesereg, hogy egy randevúja sem volt egész nyáron, pedig a herceget várja, míg Serena nem tud választani Dan és Nate között. Lilyt nagyon aggasztja, hogy Chuck május óta nem adott életjelet magáról. Georgina elmegy egy rendezvényre, ahol Lily és Rufus is ott vannak, és bejelenti, hogy Rufus nagypapa lett. Blair megismerkedik egy jóképű fiúval, akivel el is megy randevúra. A randiból végül dupla randi lesz és nem várt meglepetést tartogat.           |     |                                                                |                     |                                  |                                      |
| 67. | 2.  | Kettős élet (Double Identity)                                  | Mark Piznarski      | Sara Goodman & Joshua Safran     | 2010. szeptember 20. 2013. május 28. |
| Lily megkéri Serenát, azonosítsa a folyóból kihúzott férfit, hátha Chuck az. Eközben Chuck és Eva Párizsba érkezik, és Chuck még mindig álnéven, szerényen él és pincérként kezd dolgozni Eva nagybátyja kávézójában. Blair nagyon boldog, mert Louis adott neki még egy esélyt. Nate egyre többet van a frissen megismert Juliet-tel, aki felajánlja, hogy segít neki Serena helyett dönteni. A lány mesterkedéseinek hatására Dan ismét Vanessa karjaiban köt ki. Miután Blair összefut Chuckkal az utcán, Serena elindul, hogy meggyőzze a fiút, térjen vissza a régi életéhez.                                                                                |     |                                                                |                     |                                  |                                      |
| 68. | 3.  | Akik legyőzték a Columbiát (The Undergraduates)                | Norman Buckley      | Amanda Lasher                    | 2010. szeptember 27. 2013. május 29. |
| Blair és Serena élvezik első napjukat a Columbián, de csak addig, amíg ki nem derül, hogy a híres Hamilton Ház Klub kulcsőrzője Juliet, és csak Blair-nek jut kulcs. Eva próbál hozzászokni Chuck életstílusához, bár idegenül érzi magát New Yorkban. Rufus elmondja Dannek, hogy mégsem ő Milo apja, amit később Georgina is megerősít és elviszi a kicsit. Eva megdöbben, amikor Blair első találkozásukkor megalázza. Juliet terve, hogy összeugrassza Serenát és Blairt, kudarcba fullad. |     |                                                                |                     |                                  |                                      |
| 69. | 4.  | A gonosz érintése (Touch of Eva)                               | Andrew McCarthy     | Leila Gerstein                   | 2010. október 4. 2013. május 30.     |
| Blair, bár titkolja, nagyon féltékeny Evára és megpróbál összebarátkozni vele, hogy a múltja után kutathasson. Nate-et kissé zavarja, hogy Juliet-tel olyan nehéz programot egyeztetni, így arra gyanakszik, hogy van valakije. Dan elszökik Vanessa és Milo fájó hiánya elől és titokban Serenával tölti a napot. Blair fondorlatos terve, miszerint Chuck jótékonysági gáláján lerántja a leplet Eva prostituált-múltjáról, nem válik be, de újabb gonosz tervet eszel ki. |     |                                                                |                     |                                  |                                      |
| 70. | 5.  | Viszlát, Columbia! (Goodbye, Columbia)                         | Jeremiah Chechik    | Robert Hull                      | 2010. október 11. 2013. május 31.    |
| Serena megismerkedik egy bosszantó, de jóképű férfival, aki folyton elhappolja előle a taxiját. Chuck elintézi, hogy bejárhasson néhány órára az egyetemre, hogy még több borsot törhessen Blair orra alá, sőt egy vendégtanárnál az asszisztensi pozíciót is elfoglalja. Valaki csúnya pletykát tesz fel Serenáról Pletykacicához, ami szerint Serena nemi beteg. Emiatt komolyan meginog Vanessa és Dan kapcsolata. Juliet megpróbálja kihasználni Vanessa kétségbeesését, hogy kirúgathassa Serenát az egyetemről. |     |                                                                |                     |                                  |                                      |
| 71. | 6.  | A könnyű nőcske (Easy J)                                       | Lee Shallat-Chemel  | Jake Coburn                      | 2010. október 25. 2013. június 3.    |
| Serena jóképű taxitolvajáról kiderül, hogy ő veszi át Martha helyét az egyetemen, vagyis Serena a tanítványa lesz. Blair döbbenten jön rá, hogy Jenny a városban van, az ő tiltása ellenére. Jenny a neves Tim Gunnhoz jött meghallgatásra, de nem sejti, hogy a lehetőséget Chucknak köszönheti, aki ezzel akar visszavágni Blairnek. Nate és Juliet összefut a börtön előtt, de Juliet egy hazugsággal kivágja magát. |     |                                                                |                     |                                  |                                      |
| 72. | 7.  | A rózsák háborúja (War at the Roses)                           | Joe Lazarov         | Jessica Queller                  | 2010. november 1. 2013. június 4.    |
| Serena és Colin kerülgetik egymást, de szeretnék betartani a maguknak szabott hathetes határidőt. Blair születésnapi bulija egybeesik Rufus és Lily első évfordulójával, így a tervek szerint Serena nem tud elmenni a partira. Blair és Chuck hivatalos tűzszüneti egyezmény ír alá, de nem vallják be egymásnak, hogy a kölcsönös udvariaskodás mindkettejüket untatja. Juliet megtudja, hogy Serenának tetszik egy tanára és mindenképpen ki akarja deríteni, hogy ki az. Dan és Nate szövetkezik Chuck és Blair ellen, de a végeredmény meglehetősen kétes siker.                                                                                             |     |                                                                |                     |                                  |                                      |
| 73. | 8.  | Juliet már nem lakik itt (Juliet Doesn't Live Here Anymore)    | Patrick Norris      | Jeanne Leitenberg                | 2010. november 8. 2013. június 5.    |
| Colin és Serena azt hiszik, biztonságban van a titkuk, de nem sejtik, hogy Juliet titkon fotót készített róluk. Nate még mindig dühös Danre amiatt, hogy ellopta az egyezményt és ez akár a barátságukba is kerülhet. Blair és Chuck nagy háborúskodása másfajta háborúba torkollott: teljesen egymásba feledkeznek. Nate rájön, hogy Juliet mindvégig hazudott neki és Vanessát kéri meg, hogy segítsen csapdába csalni a lányt. Colin megfenyegeti Juliet-et: ha továbbra is látogatja Bent, minden támogatását elveszítheti. |     |                                                                |                     |                                  |                                      |
| 74. | 9.  | A bushwicki boszorkányok (The Witches of Bushwick)             | Ron Fortunato       | Sara Goodman                     | 2010. november 15. 2013. június 6.   |
| Serenát és Colint együtt látták a balett-premieren, így másnap újságcikk jelenik meg, hogy Colin visszalép a Columbiáról. Serena úgy érzi, képtelen dönteni Nate és Dan között. Eközben nem sejti, hogy Jenny, Vanessa és Juliet arra készül, hogy megleckéztessék Chuck bálján. Blair és Chuck nagyon boldogok, bár többen helytelenítik kapcsolatukat: Anne Archibald azért vonakodik kinevezni Blairt alapítványa arcának, mert kétes a viszonya Chuckkal, és Chuck vállalatának és imázsának sem tesznek jót a révbe ért rosszfiúról szóló hírek. Juliet-nek ravasz tervével sikerül elrabolnia Serenát a bálról és tökéletesen összezavarni Dant és Nate-et. |     |                                                                |                     |                                  |                                      |
| 75. | 10. | Gázláng (Gaslit)                                               | Tate Donovan        | Robert Hull & Joshua Safran      | 2010. november 29. 2013. június 7.   |
| Senki nem tudja, hol van Serena, mert Lily azt hitte, Blairnél, Blair pedig azt hitte, hogy hazament. Serena egyedül ébred egy motelben begyógyszerezve, és a segélyvonalat hívja. Juliet jóvoltából az egész ügy eljut a sajtóhoz, majd Jenny és Vanessa is konfliktusba keveredik a történtek miatt. Miután Serena kórházba kerül, mindenki segíteni akar rajta, ám Dan komolyan elbeszélget Lilyvel, aminek drámai következményei vannak. Annak ellenére, hogy Anne be akarja adni a válást, Nate megpróbálja rávenni, hogy adjon még egy esélyt az apjának. Serena úgy érzi, nem felelős a történtekért, mivel semmire nem emlékszik.                         |     |                                                                |                     |                                  |                                      |
| 76. | 11. | Kisvárosi lány (The Townie)                                    | Joe Lazarov         | Amanda Lasher & Stephanie Savage | 2010. december 6. 2013. június 10.   |
| Mivel Serenát hetvenkét órán át nem lehet látogatni az Ostroff központban, Dan és Blair együtt vágnak neki az útnak Pletykacica tippje alapján, hogy felkutassák Julietet. Nate egy félreértés miatt elülteti a gyanakvást Anne-ben a Kapitány iránt, és már nem tudja visszafordítani az eseményeket. Mikor Juliet meglátja Dant és Blairt, visszamegy a városba, felkeresi Serenát az Ostroff-ban és mindent elmond neki. |     |                                                                |                     |                                  |                                      |
| 77. | 12. | Drágám, a kölykök bajosak lettek! (The Kids Are Not All Right) | Allan Kroeker       | KJ Steinberg                     | 2011. január 24. 2013. június 11.    |
| Bart Bass régi barátja, Russell Thorpe és lánya megérkeznek Chicagóból. Chuck azt reméli, Russell segít neki megakadályozni a Bass vállalat eladását. Blair megtudja, hogy példaképe, Indra Nooyi az anyjához megy ruhapróbára, és azt hazudja Elenornak, hogy nála akar gyakornokoskodni. Chuck és Serena megtalálja a tanúsítvány másolatát, amit annak idején Lily meghamisított. |     |                                                                |                     |                                  |                                      |
| 78. | 13. | Riválisok (Damien Darko)                                       | Jeremiah Chechik    | Leila Gerstein                   | 2011. január 31. 2013. június 12.    |
| Miután Ben kiszabadult, Serena találkozik vele, amivel kivívja környezete rosszallását. Blair nagyon boldog, hogy gyakornok lehet a híres W magazinnál. Boldogsága azonban csak addig tart, amíg rájön, hogy Dan is ugyanitt lett gyakornok, és meglehetősen jól végzi a munkáját: hatalmas versengés alakul ki köztük főnökük, Epperly kegyeiért. Eric és Elliot szakítottak, ezért Eric volt barátjával, Jonathannel megy el egy partira. |     |                                                                |                     |                                  |                                      |
| 79. | 14. | Pánikszoba társbérlővel (Panic Roommate)                       | Andrew McCarthy     | Jake Coburn                      | 2011. február 7. 2013. június 13.    |
| Amikor veszélybe kerül a W magazin nyitóbulija, Blair felajánlja Epperlynek Chuck hoteljét, mint helyszínt. Közbe rájön, hogy ha partnert szerez a főnökének, talán jobb értékelést kap tőle, így először Chuckot, majd Nate-et szemeli ki a feladatra. Rufus - Serena javaslatára - beköltözteti Bent a tetőtéri lakásba, ami nagyon megdöbbenti Dant, aki Eric segítségét kéri. Amikor azonban rájön, hogy Eric mögött Damien áll, kihátrál a szövetségből. Chuck akarata ellenére egyre közelebb kerül Rainához érzelmileg. |     |                                                                |                     |                                  |                                      |
| 80. | 15. | A népszerűség átka (It-Girl Happened One Night)                | Bart Wenrich        | Alex McNally                     | 2011. február 14. 2013. június 14.   |
| Amikor veszélybe kerül a W magazin nyitóbulija, Blair felajánlja Epperlynek Chuck hoteljét, mint helyszínt. Közbe rájön, hogy ha partnert szerez a főnökének, talán jobb értékelést kap tőle, így először Chuckot, majd Nate-et szemeli ki a feladatra. Rufus - Serena javaslatára - beköltözteti Bent a tetőtéri lakásba, ami nagyon megdöbbenti Dant, aki Eric segítségét kéri. Amikor azonban rájön, hogy Eric mögött Damien áll, kihátrál a szövetségből. Chuck akarata ellenére egyre közelebb kerül Rainához érzelmileg. |     |                                                                |                     |                                  |                                      |
| 81. | 16. | Aludj csak, én nem álmodom (While You Weren't Sleeping)        | Norman Buckley      | Sara Goodman                     | 2011. február 21. 2013. június 17.   |
| Dant zavarja, hogy Serena és Ben állandóan együtt van a lakásban, ezért igyekszik kerülni őket, így meglátogatja Blairt a magazinnál. Azonban Blair, aki túlvállalta magát, különféle feladatokat oszt ki a barátnőinek, amiket helyette kell elvégezniük, és Dant is befogja. Lily és Chuck eljátszik egy veszekedést Russell előtt, majd Lily találkozik is a férfival, miközben Chuck az irodában azt kutatja, ki lehet Russell támogatója a Bass-vállalat megvásárlásában. Eric elmondja Serenának és Bennek, hogy Damien arra kényszeríti, hogy a drogfutárja legyen.                                                                                        |     |                                                                |                     |                                  |                                      |
| 82. | 17. | A birodalom (Empire of the Son)                                | David Warren        | Robert Hull                      | 2011. február 28. 2013. június 18.   |
| Serena aggódik, mert a közös éjszakájuk óta Ben nem hívta vissza, ezért váratlanul meglátogatja a lakásán. Russell figyelmezteti Chuckot: még korai örülni a győzelemnek, és azt is elmondja neki, hogy Raina és Nate az utóbbi időben elég sokat van együtt. Kiderül, hogy Cynthia, Ben anyja a városba érkezett és megpróbálja rábeszélni a fiát, hogy mossa tisztára a nevét, még akkor is, ha ez a Van der Woodsen család bukásába kerül. Serena megbízik Benben, de Vanessa vádaskodása és a nyilatkozat másolatának eltűnése után összezavarodik. |     |                                                                |                     |                                  |                                      |
| 83. | 18. | Képben vagyunk (The Kids Stay in the Picture)                  | J. Miller Tobin     | Jessica Queller                  | 2011. április 18. 2013. június 19.   |
| Amikor Lily feladja magát a rendőrségen, kitör a botrány, újságírók lepik el a Van Der Woodsen házat. Lily szabadlábon védekezhet, és döbbenten értesül róla, hogy anyja, Cece és volt férje, Will mellett a nővére, Carol is megérkezik. Chuck megpróbálja kideríteni, miért zárkózik el Blair mereven minden kommunikációtól, ezért Epperlyvel szövetkezve felkéri egy fotós munkára, ahol New York előkelőségei mellett a Van der Woodsen családot is lefényképezik. |     |                                                                |                     |                                  |                                      |
| 84. | 19. | Herceg fehér lovon (Petty in Pink)                             | Liz Friedlander     | Amanda Lasher                    | 2011. április 25. 2013. június 20.   |
| Mióta Louis Grimaldi herceg a városba érkezett és megkereste, Blair nagyon izgatott és boldog. Eközben Lily a szokásos évi jótékonysági Pink Partit szervezi, de nem hajlandó tudomásul venni, hogy a botrány miatt helyzete a társaságban már nem a régi. Kiderül, hogy Louis inkognitóban utazott New Yorkba, viszont Dant felkérik egy újságtól, hogy titkon kövesse a herceget. |     |                                                                |                     |                                  |                                      |
| 85. | 20. | A hercegnők és a béka (The Princesses and the Frog)            | Andrew McCarthy     | Leila Gerstein                   | 2011. május 2. 2013. június 21.      |
| Ahogy Chuck megtudja, hogy Bart Bass bűnös Raina anyja halálában, leállítja az ügyben nyomozó munkatársát. Blair és Serena között annak ellenére feszült a viszony, hogy Blair nagyon boldog Louis-val és Serena bocsánatot kért a Dan-ügy miatt. Rufust megkeresik a régi lemezcégétől, hogy legyen egy új zenekar producere - Charlie felajánlja, hogy a közös vacsorára ő készíti az ételt. Amikor a városba érkezik Louis anyja, Sophie hercegnő, Blair számára kiderül, hogy ha Louis őt választja, le kell mondania a trónról. |     |                                                                |                     |                                  |                                      |
| 86. | 21. | Konspiráció (Shattered Bass)                                   | Allison Liddi-Brown | Sara Goodman                     | 2011. május 9. 2013. június 24.      |
| Chuck és Nate úgy összevesznek Raina miatt, hogy Nate elköltözik a szállodából. Sophie elmondja Louis-nak, hogy Blair első útja az eljegyzés után Chuckhoz vezetett. Nate nagyon megdöbben, mikor rájön, hogy Raina Jack Basst hívta segítségül a Chuck elleni harcban. Blair attól fél, hogy Louis nem fogja szeretni, ha rádöbben, hogy a lelke nem teljesen makulátlan. Russell Thorpe és Jack közösen dolgozik Chuck megbuktatásán, és ebben úgy tűnik, a jó szándékú Nate is segít. |     |                                                                |                     |                                  |                                      |
| 87. | 22. | A búcsú (The Wrong Goodbye)                                    | Patrick Norris      | Joshua Safran                    | 2011. május 16. 2013. június 25.     |
| Serena és Vanessa félreteszik ellentéteiket és együtt indulnak Dan és Charlie keresésére. A gimnázium jótékonysági estélyén Dan összefut Georginával, aki nagyon unja tökéletes életét és arra kéri, vegye be őt is a cselszövésbe. A zavartnak tűnő Charlie öngyilkossággal fenyegetőzik, majd komoly beszélgetésbe bonyolódik Serenával. Rainát összetöri, mikor Nate-től értesül arról, hogy az apja miatt halt meg az anyja. |     |                                                                |                     |                                  |                                      |

## Ötödik évad (2011–2012)
| Sor. | Év. | Cím                                                         | Rendező          | Író                  | Premier                               |
| --- | --- | ----------------------------------------------------------- | ---------------- | -------------------- | ------------------------------------- |
| 88. | 1.  | Igen, aztán mégsem (Yes, Then Zero)                         | Mark Piznarski   | Joshua Safran        | 2011. szeptember 26 2015. március 11. |
| Serena imádja az új munkáját Hollywoodban, de egy költséges ballépést követ el, mikor megpróbálja lenyűgözni a főnökét. Chuck és Nate megérkeznek Los Angelesbe, az utolsó állomásukra az Elveszett Nyár kirándulásukon, és csatlakoznak Serenához a csodálatos Hollywood Hills partyn, ahol Nate megismerkedik egy szexi, idősebb nővel. Blair és Louis visszaérkeznek Monacóból és el kezdik tervezni a királyi esküvőjüket, de amikor Louis megtagadja, hogy kiálljon családjával szemben Blair mellett és támogassa döntéseit, a férfi gyengesége fenyegeti a kapcsolatukat. Egy magazin azt tervezi, hogy kiad egy idézetet Dan könyvéből, amíg egy hirtelen jött, "soha nem gondoltuk volna" szövetséges közbeavatkozik és segít tönkre tenni a sztorit |     |                                                             |                  |                      |                                       |
| 89. | 2.  | A szépség és a lakoma (Beauty And The Feast)                | Mark Piznarski   | Sara Goodman         | 2011. október 3. 2015. március 12.    |
| Nate váratlanul összefut ismét Dianával, aki egy izgalmas lehetőséget ajánl fel neki. Serena egyre csak erőlteti, hogy Charlie döntsön melyik világot akarja magáénak tudni. Dan Chuck segítsét szeretné kérni, hogy megakadályozza könyvének publikálását de felfedezi, hogy leginkább Chuck az, akinek segítségre van szüksége. Blair jövendőbeli sógornője, Beatrice, megérkezik Monacóból de a fő ok, amit Blairtől akar, talán több mint ismerkedési szándék. |     |                                                             |                  |                      |                                       |
| 90. | 3.  | A tagadás gyöngye (The Jewel of Denial)                     | Larry Shaw       | Amanda Lasher        | 2011. október 10. 2015. március 13.   |
| Nate-nek el kell döntenie, átlépi-e az erkölcsi határokat Diana kérésére, vagy nem. Dan rájön, ki akarja kiadni a könyvét, és segítséget keres, hogy megállíthassa, de így is, úgy is a rivaldafényben végzi. Chuck segít Dannek megbékélni a sorsával, csakúgy, ahogy Dan próbál segíteni Chucknak átlépni az érzelmi akadályokon. Serena és Charlie visszatér az Upper East Side-ra Californiából. |     |                                                             |                  |                      |                                       |
| 91. | 4.  | Semmit Dannek (Memoirs Of An Invisible Dan)                 | Tate Donovan     | Amy B. Harris        | 2011. október 17. 2015. március 16.   |
| Hosszú mérlegelés után Dan úgy dönt, hogy összehívja Serenát, Blairt, Nate-et, Chuckot, Rufust és Lilyt, hogy felfedje előttük az igazságot a könyvéről annak reményében, hogy a többiek támogatni fogják őt a könyv partiján. Eközben Blair és Louis krízisponthoz érkeznek, miután Louis elolvasta Dan könyvét. Diana egy terhelő információt tud meg Nate egyik barátjáról, amit előnyére fel is használ. |     |                                                             |                  |                      |                                       |
| 92. | 5.  | Családos iramban (The Fasting and the Furious)              | Joe Lazarov      | Peter Elkoff         | 2011. október 24. 2015. március 17.   |
| A jom kippur zsidó ünnepnapjának családdal és barátokkal való ünneplése közepette Blair és Louis egy hatalmi harcban találja magát, ami tulajdonképp Louis családjában zajlik. Serenát a főnöke kínos helyzet elé állítja, ugyanis választania kell új munkája és a Dannel való kapcsolata között. Diana New York Spectator debütálására készül, de egy szerencsétlen last-minute meglepetés feltartóztatja az eseményt, ezért Diana Nate-től várja el, hogy megmentse a napot. |     |                                                             |                  |                      |                                       |
| 93. | 6.  | A kilencedik (I Am Number Nine)                             | Andy Wolk        | Jake Coburn          | 2011. november 7. 2015. március 18.   |
| Blair az összes korábbi csatlósát és Charlie-t verseny elé állítja, hogy ki kapja meg az áhított koszorúslány szerepét az eljövendő királyi esküvőjében. Nate belefáradt, hogy titokban kell tartania a kapcsolatát Dianával, ezért úgy dönt, Charlie-t használja fel ahhoz, hogy féltékennyé tegye a nőt. Serena főnöke nagyon eltökélt, hogy megszerezze Dan könyvének megfilmesítésének jogait, így Serenának félre kell tennie az érzéseit Dannel és a könyvvel kapcsolatban, hogy nyélbe üsse az üzletet. |     |                                                             |                  |                      |                                       |
| 94. | 7.  | Ébresztő Csipkerózsika (The Big Sleep No More)              | Vince Misiano    | Dan Steele           | 2011. november 14. 2015. március 19.  |
| Az este végére a Punchdrunk színház „Sleep No More” előadása után, meglepő romantikus fordulat következik be. Diana következő áldozata nem más, mint Serena, ugyanis az ő segítségével szeretné tönkretenni Gossip Girlt. Dan promóciós körútja közel sem úgy alakul, mint ahogy gondolta. |     |                                                             |                  |                      |                                       |
| 95. | 8.  | Vad források (All The Pretty Sources)                       | Cherie Nowlan    | Austin Winsberg      | 2011. november 21. 2015. március 20.  |
| Serena keményen dolgozik Blair álom köszöntője megszervezésén, így annak érdekében, hogy Blair előtt titokban tartsa a részleteket, nem meglepő, hogy téves információkat közöl. Chuck és Dan úgy döntenek, hogy a napot együtt töltik, mivel egyikük sem szerepel a meghívottak listáján. Serena és Nate fontos információkat tudnak meg Diana Gossip Girl ellen folytatott hadjáratáról. A kérdés már csak az, hogy a megszerzett információkat felhasználják-e vagy sem. |     |                                                             |                  |                      |                                       |
| 96. | 9.  | A kárhozat Rhodes-ja (Rhodes to Perditon)                   | Andrew McCarthy  | Natalie Krinsky      | 2011. november 28. 2015. március 23.  |
| Lily, Charlie és Serena buzgón szervezik a Studio 54 partit, amit CeCe tiszteletére rendeznek. Nate új pozícióra tesz szert a Spectator-ben, de az első nagy sztorija olyasvalakiről szól, akit túl jól ismer. Blair olyanhoz fordul segítségért, aki nem sok jót ígér. |     |                                                             |                  |                      |                                       |
| 97. | 10. | Fiúk az életemből (Riding In Town Cars With Boys)           | Vince Misiano    | Amanda Lasher        | 2011. december 5. 2015. március 24.   |
| Lily elviszi Charlie-t egy partyra, hogy hivatalosan is bemutassa őt a New York-i elitnek. Eközben Charlie expasija, Max útjába áll Charlie jövőjének, hogy Upper East Side-i hercegnő váljék belőle. Dan úgy dönt, talán eljött az idő, hogy elmondja Blairnek az igazságot az érzéseiről. |     |                                                             |                  |                      |                                       |
| 98. | 11. | Egy kapcsolat vége (The End of the Affair?)                 | Michael Grossman | Sara Goodman         | 2012. január 16. 2015. március 25.    |
| Blair visszaemlékezéseivel felfedi balesetük történését, amiből Nate rájön, hogy talán egy összeesküvés okozta az egészet. Eközben Lily felfogad egy magándetektívet, hogy nyomozzon Charlie után, Vera Wang pedig felbukkan Blair esküvőiruhapróbáján. |     |                                                             |                  |                      |                                       |
| 99. | 12. | Az örömatya (Father and The Bride)                          | Amy Heckerling   | Peter Elkoff         | 2012. január 23. 2015. március 26.    |
| Blair a lánybúcsúját készül megünnepelni a nagy királyi esküvő előtt, de a többiek a háta mögött teljesen más programot találnak ki, hogy egy emlékezetessé tegyék az estét. Miután felfedezték Chuck és Blair autóbalesetének okát, Nate csatlakozik egy szövetségeshez, hogy bizonyítékot gyűjtsön. Serena és Dan úgy tesz, mintha újra járnának azért, hogy megvédjenek valakit, aki közel áll hozzájuk. |     |                                                             |                  |                      |                                       |
| 100. | 13. | G.G. (G.G.)                                                 | Mark Piznarski   | Joshua Safran        | 2012. január 30. 2015. március 27.    |
| A sokat várt 100. epizód egy álommal fog kezdődni, amelyben Serena, Blair és a srácok fognak szerepelni. Eközben Chuck a valósággal küzd, amelyben Blair hamarosan hozzámegy Louishoz. A visszatérő Georgina Sparks a királyi esküvőt királyi katasztrófává is változtathatja. |     |                                                             |                  |                      |                                       |
| 101. | 14. | Tartalék Dan (The Backup Dan)                               | David Warren     | Matt Whitney         | 2012. február 6. 2015. március 30.    |
| Blairnek nehéz döntést kell hoznia a jövőjével kapcsolatban, a következménye pedig azok megbántása lehet, akiket a legjobban szeret. Serena felelősséget vállal Gossip Girl húzásáért, hogy megvédje egy szerettét. Georgina a botrány szelét érzi, és úgy dönt, követi az útját. |     |                                                             |                  |                      |                                       |
| 102. | 15. | Őrült, Kupidós szerelem (Crazy, Cupid, Love)                | Matt Penn        | Austin Winsberg      | 2012. február 13. 2015. március 31.   |
| Valentin-nap van az Upper East Side-on és Blair nem tudja megállni, hogy ne játsszon Cupidot (kerítőnőt) valakinek, akit szeret.. Georgina elszánt, hogy továbbra is még több drámát szítson, tehát eldönti, hogy tönkreteszi Nate valentin napi partiját. Eközben Serenát megdöbbenti valami, aminek a partin lesz szemtanúja. |     |                                                             |                  |                      |                                       |
| 103. | 16. | A kárhozat Rhodes-ja (Cross Rhodes)                         | John Terlesky    | Amy B. Harris        | 2012. február 20. 2015. április 1.    |
| Dan megtisztelve érzi magát, mikor megtudja, az Upright Citizens Brigade előad egy részletet Inside című könyvéből. Blair igyekszik Serena gyanúját elaltatni, hogy megvédje barátságukat. Ivy elhagyja a várost, de az úton összeütközésbe kerül van der Woodsenékkel. |     |                                                             |                  |                      |                                       |
| 104. | 17. | A hercegnő hozománya (The Princess Dowry)                   | Andrew McCarthy  | Jake Coburn          | 2012. február 27. 2015. április 2.    |
| Blair reménykedik, hogy Cyrus talál a házassági szerződés kisbetűs részeiben egy kiskaput a számára, hogy el tudjon válni. Chuck és Georgina összeállnak egy cselszövés kedvéért, de erre a végeredményre senki sem számít. Mindeközben, egy családi vészhelyzetnek köszönhetően William van der Woodsen is visszatér az Upper East Side-ra. |     |                                                             |                  |                      |                                       |
| 105. | 18. | A fegyenc örökös (Con Heir)                                 | Joe Lazarov      | Annemarie Navar-Gill | 2012. április 2. 2015. április 3.     |
| Chuck meghívja a városba Jacket, hogy megköszönje amiért megmentette az életét, de kiderül, hogy az utazás nem pontosan a terv szerint működik. Blair és Dan a kapcsolatuk tökéletesítésével próbálkoznak, de váratlan akadályok állnak az útjukba. Eközben Ivy egy valószínűtlen szövetségesre talál William személyében, aki segíthet neki beilleszkedni az Upper East Side-ra. Nate pedig reménykedik, hogy egy új befektető meg tudja menteni az újságot. |     |                                                             |                  |                      |                                       |
| 106. | 19. | It Girl, megszakítva (It Girl, Interrupted)                 | Omar Madha       | Amanda Lasher        | 2012. április 9. 2015. április 6.     |
| Serena úgy dönt, hogy épp itt az ideje lemondania a reflektorfényről, és átadnia helyét a vonakodó Lolának. Az Upper East Side új üdvöskéjének útja egy Kiki de Montparnasse fehérneműbemutatóval kezdődik. Eközben Chuck tanácsot kér Blairtől a múltjával kapcsolatban, és Diana is visszatér a Spectatorbe, hogy harcba kezdjen Nate-tel. |     |                                                             |                  |                      |                                       |
| 107. | 20. | Halottak szalonja (Salon of the Dead)                       | Norman Buckley   | Natalie Krinsky      | 2012. április 16. 2015. április 7.    |
| Blair és Dan hivatalosan is egy párt alkot, amit mi sem bizonyít jobban, minthogy ennek tiszteletére nagyszabású eseményt adnak. Lola egy meghallgatáson megkapja élete nagy lehetőségét, azonban Gossip Girlnek egészen más tervei vannak az Upper East Side új It Girljével. Ezalatt Lily és Rufus közel sem ért egyet abban, hogyan kellene kezelni az Ivy okozta kellemetlenségeket, míg Serena és Diana olyan információkat árulnak el, amelyeket mindketten titokban szerettek volna tartani. |     |                                                             |                  |                      |                                       |
| 108. | 21. | Aljas B (Despicable B)                                      | David Warren     | Austin Winsberg      | 2012. április 23. 2015. április 8.    |
| Blair úgy érzi, hogy az Upper East Side státusza egyre jobban gyengül, ezért kidolgoz egy tervet annak érdekében, hogy ez ne történjen meg. Mindeközben Lily egy családi összejövetelt szervez - ahol többek közt William, Carol és Lola is jelen lesz - azért, hogy bebizonyítsa, hogy a Van Der Woodsen család jobban összetart, mint valaha. Nate meglepő dolgot fedez fel Diana múltjában. |     |                                                             |                  |                      |                                       |
| 109. | 22. | Az elveszett művészet fosztogatói (Raiders of the Lost Art) | Jake Coburn      | Bart Wenrich         | 2012. április 30. 2015. április 9.    |
| Chuck, Nate, Serena, Blair és Lola szövetkeznek annak érdekében, hogy kiderítsék, milyen titkot rejteget Jack és Diana. Eközben Dannek egy tekintélyes nyári, római ösztöndíjat ajánlanak fel. |     |                                                             |                  |                      |                                       |
| 110. | 23. | A szökevények (The Fugitives)                               | Andy Wolk        | Matt Whitney         | 2012. május 4. 2015. április 10.      |
| Blairnek egyszerre két helyen is ott kéne lennie, ezért megkéri Serenát hogy helyettesítse egy fontos eseményen. Ezalatt Ivy és Lola összefognak, hogy segítsenek Chucknak egy személyes bosszúban, és Nate döntést hoz Diana-val kapcsolatban. |     |                                                             |                  |                      |                                       |
| 111. | 24. | A gyűrű visszatérése (The Return of the Ring)               | J. Miller Tobin  | Sara Goodman         | 2012. május 11. 2015. április 13.     |
| Gossip Girl Blair után ered, ahogy még eddig soha, Serena pedig beismeri, hogy akaratán kívül talán fontos szerepet játszott Blair valóra vált rémálmában. Eközben Nate megkéri Lolát, hogy költözzön hozzá, illetve Lilynek is fontos döntést kell hoznia a házassága jövőjéről. Az epizód végére pedig Blair végre döntést hoz... Chuck vagy Dan? |     |                                                             |                  |                      |                                       |

## Hatodik évad (2012)
| Sor. | Év. | Cím                                                     | Rendező        | Író                              | Premier                                       |
| --- | --- | ------------------------------------------------------- | -------------- | -------------------------------- | --------------------------------------------- |
| 112. | 1.  | A végnek talán vége (Gone Maybe Gone)                   | Mark Piznarski | Josh Schwartz & Stephanie Savage | 2012. október 8. 2021. október 26. (HBO Go)   |
| Egy rövid külföldi találkozás után Chuck és Blair ígéretet tesznek egymásnak a kapcsolatukat illetően, aminek a vége ismét az lesz, hogy külön folytatják útjaikat. Dan a szövetségese, Georgina segítségével egy olyan könyvet ír, amiben kitálal mindenről, és ez csak bajt okozhat. Mint a Spectator kizárólagos vezetője, Nate meghozza saját döntéseit és készen áll a Gossip Girl elleni harcra. Ahogy elterjed a hír, hogy Serena eltűnt, a banda újra összeáll, hogy megtalálja őt, de ledöbbennek azon, amit találnak. |     |                                                         |                |                                  |                                               |
| 113. | 2.  | Előkelő hűtlenség (High Infidelity)                     | Joe Lazarov    | Annemarie Navar-Gill             | 2012. október 15. 2021. október 26. (HBO Go)  |
| Serena próbálja bizonyítani, hogy megállja a helyét a felnőttek társadalmában is, azzal, hogy ő lesz a házigazdája a Central Park Concervacy nagy gálájának. (Ahol ezenkívül ő az új tagja az igazgatóságnak is). Nate és Serena mindketten valami sokkolót tudnak meg párjaikról. Blair készülődik új 'divatkollekciója' debütálására, de egy vetélytárs a múltból kezében tartja a kulcsot B jövőjéhez. Georgina segítségével Dan néhány kiadóval találkozik, de el kell döntenie, hogy hajlandó-e feláldozni becsületességét a munkája kiadásának érdekében. Eközben Chuck próbálja meggyőzni Amirát, hogy segítsen neki az apja múltjában kutatni, még ha ez veszélyezteti is Lily és Bart kapcsolatát. |     |                                                         |                |                                  |                                               |
| 114. | 3.  | Piszkos, romlott botrányok (Dirty Rotten Scandals)      | Bart Wenrich   | Natalie Krinsky                  | 2012. október 22. 2021. október 26. (HBO Go)  |
| Blairre az a nyomás nehezedik, hogy az első Eleanor Waldorf Designs fashion showja nagy siker legyen. Ehhez azonban egy valószínűtlen forrásra kell támaszkodnia, de egy váratlan cselszövés miatt botrány tör ki a kifutón. Serena rájön, hogy összebarátkozni Steven lányával Sage-el trükkösebb mint gondolta, különösen akkor, ha félre kell tennie problémáit Blairrel, hogy boldoggá tehesse Sage-(e)t.Nate publikálja Dan első cikkét, ami felkavarja az állóvizet, és egy komoly fenyegetést is előteremt. Eközben Chuck elkezd kutatni a nyom után amit Amira maga mögött hagyott, és ami esetleg segíthet felfedni mit is rejteget Bart.                                                          |     |                                                         |                |                                  |                                               |
| 115. | 4.  | Lady Alexander portréja (Portrait of a Lady Alexander)  | Andy Wolk      | Matt Whitney                     | 2012. november 5. 2021. október 26. (HBO Go)  |
| Chuck folyamatos nyomozása apja ügyei után egy nem sok jót ígérő eseményhez vezet Manhattan krémjével, ahol reményei szerint megtalálja azt az egyetlen embert, aki elárulja neki az igazságot Bartról. Serena és Steven elhatározzák, hogy nyilvánosságra hozzák romantikus kapcsolatuk történetét, így nem érheti őket meglepetés, ám egyikük sám számított arra, amit végül lelepleznek. Miután Dan úgy döntött, máshol publikál, a The Spectator veszélybe kerül, és Nate-nek nehéz döntést kell hoznia, hogy életben tartsa a céget. |     |                                                         |                |                                  |                                               |
| 116. | 5.  | Szörnyű bál (Monstrous Ball)                            | Amy Heckerling | Sara Goodman                     | 2012. november 12. 2021. október 26. (HBO Go) |
| Miután Eleanor ultimátumot ad Blairnek, még határozottabb lesz, hogy megoldja a Waldorf Designs' problémáit azzal, hogy a jövendő Cotillionon egy isteni ruhában jelenik meg, de egy sokkoló kijelentés mindenkire hatással lesz. Serena aggódni kezd Steven furcsa viselkedése miatt, de egy kis nyomozás után kideríti ennek meglepő okát. Chuck talál egy nem sok jót sejtető szövetségest, mikor megpróbál éket verni Bart és Lily közé, hogy kiderítse apja titkát. Mindeközben Dan publikálja egy újabb cikkét, de mindenki pont az ellenkező módon reagál, mint ahogy várta. |     |                                                         |                |                                  |                                               |
| 117. | 6.  | Ahol a gonosz dolgok vannak (Where the Vile Things Are) | Norman Buckley | Dan Steele                       | 2012. november 19. 2021. október 26. (HBO Go) |
| Blair felkészül Eleanor közelgő érkezéséhez, de nincs felkészülve azokra a követelésekre, amiket az anyja ad neki. Serena önkénteskedik, hogy talál Dan-ek egy új helyet ahol lakhat, de az együtt töltött idők váratlan érzelmeket hoznak. Ivy segítségével, Chuck felfedezi, hogy az apját terhelő illegális tevékenységnek van bizonyítéka, amit Nate segítségével megszerez. Ez alatt, Rufus és Ivy izgatottak a művészeti galériájuk megnyitója miatt, mígnem találnak egy üres vendéglistát, így más módon teszik sikeressé az eseményt. |     |                                                         |                |                                  |                                               |
| 118. | 7.  | Mentsd az utolsó esélyt (Save the Last Chance)          | Anna Mastro    | Jessica Queller                  | 2012. november 26. 2021. október 26. (HBO Go) |
| Serena és Dan ráeszmélnek, hogy valahogyan kárpótolniuk kell az embereket, akiket megsértettek. Blairnek egy utolsó esélye maradt, hogy bebizonyítsa anyjának, megállja a helyét divattervezőként. Serena segítségével előáll egy tervvel. Chuck közel jár, hogy megszerezze a bizonyítékot az apja ellen, de a hozzá legközelebb álló szövetségesei közül valaki felfedi a tervét Bartnak. |     |                                                         |                |                                  |                                               |
| 119. | 8.  | Ez nagyon bonyolult (It's Really Complicated)           | John Stephens  | Jake Coburn                      | 2012. december 3. 2021. október 26. (HBO Go)  |
| Serena és Dan úgy dönt, hogy az első Hálaadásukat együtt töltik és a közeli barátjaikat hívják meg, de úgy látszik, mindenkinek meg van a kifogása, miért nem jelenjenek meg. Chuck úgy érzi, hogy az apja legyőzte, ezért maga alatt lesz, Blair úgy érzi, megoldást kell találni a problémára. Eközben Dan megírja legújabb regényét, de nehéz döntés előtt áll, hisz ha publikálja, akkor a közeli barátaival tönkremehet a kapcsolata. |     |                                                         |                |                                  |                                               |
| 120. | 9.  | A bosszúállók (The Revengers)                           | Patrick Norris | Sara Goodman & Natalie Krinsky   | 2012. december 10. 2021. október 26. (HBO Go) |
| Az egyre inkább paranoiás Bart miatt, Blair egyre jobban aggódik Chuck biztonságáért. Chuck magabiztosan érzi magát, hogy az apja nem fogja többé bántani, ezért köt egy üzletet ami megváltoztathatja az életét. Blair Serena, Georgina és Sage segítségével kieszelnek egy tervet, hogy megkapják Barttól amire szükségük van. Ezalatt Nate anyagi gondjai egy olyan helyre vezetik, amiről azt gondolta, hogy soha nem kerül oda. |     |                                                         |                |                                  |                                               |
| 121. | 10. | New York, szeretlek XOXO (New York, I Love You XOXO)    | Mark Piznarski | Stephanie Savage                 | 2012. december 17. 2021. október 26. (HBO Go) |
| Egy divatos, emlékezetes búcsúval a mi kedvenc Upper East Sidereink egyesítik erőiket még egy utolsó estély erejéig, és Gossip Girl sokkoló személyazonossága is végre felszínre kerül. |     |                                                         |                |                                  |                                               |